# Klasztor Kapucynów w Prudniku
Klasztor Kapucynów w Prudniku – katolicki zespół klasztorny, który znajdował się u zbiegu ul. Klasztornej i Kościuszki w Prudniku. Rozebrany w 1907 roku. Pierwszy kapucyński klasztor na terenie Śląska.

## Historia
W 1556 królowa Izabela Jagiellonka podarowała Prudnikowi pole należące dotychczas do zamku, znajdujące się za murami miejskimi w rejonie obecnej ul. Gimnazjalnej. Teren ten przeznaczono na nowy cmentarz. Wkrótce wybudowano tu kaplicę pogrzebową. Budowla była kamienna z drewnianym sufitem i gontowym dachem oraz niekonsekrowanym ołtarzem. Gdy podczas wojny trzydziestoletniej spłonął Prudnik wraz z kościołem parafialnym, w kościółku na cmentarzu odprawiane były msze protestanckie. W 1651 kościół – odzyskany przez katolików – nie miał jeszcze swojego patrona.
Usiłowania kapucynów, by osiedlić się na Śląsku, trwały od 1629. Sprowadził ich w 1654 do Prudnika mieszkający w mieście hrabia Georg Maximilian von Hoditz, starosta księstwa opolsko-raciborskiego, który chciał, aby w mieście rozwijał się katolicyzm. Zakupił dla nich kościół pogrzebowy, stojący nieopodal dom zwany przez mieszkańców „monasterem”, ponieważ wyglądem przypominał klasztor, oraz ogród z drzewami owocowymi i aleją topoli.

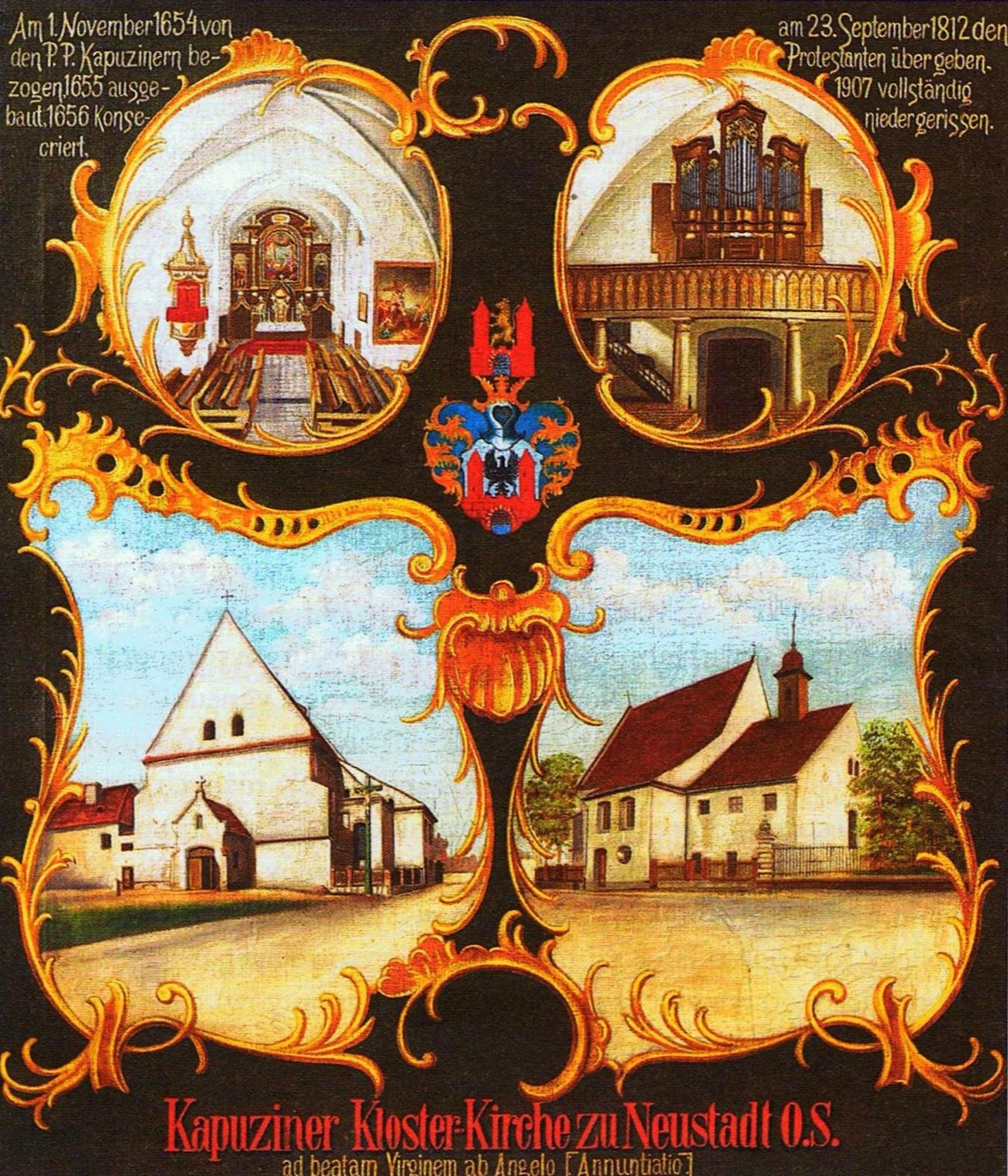
Ilustracja przedstawiająca klasztor

11 lipca 1654 kapucyni przybyli do Prudnika. 1 listopada przekazano im kościół i budynek klasztorny. Pierwszym przełożonym w Prudniku został Jowita z Burgundii. Zgrzytem uroczystości było wystąpienie dwóch protestantów, którzy zażądali kluczy do kościoła, gdyż zgodnie ze zwyczajem miały być przez niego przeprowadzone zwłoki zmarłej kobiety – luteranki. Kapucyn Jowita sprzeciwił się temu, co było bezpośrednim powodem sporu z częścią mieszczan, którzy poskarżyli się Radzie Miejskiej. Wiosną przystąpiono do przebudowy całego założenia. 5 czerwca 1655 wykopano fundamenty. Stara kapliczka stała się prezbiterium nowego kościoła, który zystał nową, dużą nawę. Kłopot pojawił się z chwilą budowy krypty zakonnej, gdyż według reguły tylko kapucyni mogli być chowani wewnątrz kościoła. Zakonnicy musieli więc wykopać zwłoki pochowane na tej części cmentarza, na której rozbudowano kościół. Wywołało to oburzenie wśród mieszkańców miasta. Proboszcz nakazał grabarzom zakopanie zwłok w poprzednich miejscach, na co Jowita powiedział, że „nie ma mu nic do nakazywania”. Na cmentarz przyszły kobiety, które zwymyślały pracującym na nim robotnikom za bezczeszczenie zwłok. W odpowiedzi, robotnicy obrzucali je wapnem. Jowita uzyskał od króla polskiego Jana Kazimierza pisma przychylne kapucynom. Zakonnicy zaczęli w tajemnicy wykopywać zwłoki po nocach, aby nie było świadków, i przenosili je w inne miejsce.
11 kwietnia 1656 przywieziono do Prudnika plany nowego klasztoru. Jeszcze w tym samym roku konsekrowano nowy kościół. W uroczystości uczestniczył m.in. mistrz zakonu krzyżackiego Jan Kasper von Ampringen. Główny ołtarz poświęcono Zwiastowaniu Najświętszej Maryi Panny, świętym Janowi Chrzcicielowi i Józefowi, a boczny św. Franciszkowi. W 1675 poświęcono ołtarz św. Antoniego Padewskiego. W 1681 gwardian zlecił budowę ołtarza dla podarowanego konwentowi obrazu Matki Boskiej Prudnickiej. Zabudowania klasztorne były na tyle obszerne, że ćwiczono tam kleryków (wybudowano dla nich ambonę w refektarzu). W konwencie znajdowała się również biblioteka zakonna oraz wytwórnia sukna, przeniesiona w 1764 z Wrocławia. 30 marca 1741 klasztor wizytował król Fryderyk II. 7 grudnia 1751 prudniccy kapucyni przejęli inspektorat nad pustelnią na Kaplicznej Górze. Klasztor ucierpiał podczas oblężenia Prudnika przez wojska austriackie 28 lutego 1779. Liczba zakonników zaczęła spadać; w 1810 w klasztorze było 5 zakonników i 5 braci.
30 października 1810 król Fryderyk Wilhelm III podpisał edykt sekularyzacyjny. Pod koniec listopada radca wojenny Schüller odczytał prudnickim kapucynom treść edyktu, zgodnie z którym ich cały majątek miał się stać własnością króla Prus. Biblioteka kapucynów została wywieziona z Prudnika. Ołtarz św. Franciszka przekazano kościołowi św. Michała Archanioła w Szybowicach. Organy przeniesiono do kościoła Świętych Apostołów Piotra i Pawła w Prudniku. W 1812 świątynia została przejęta przez ewangelików wraz z sąsiednim domem, gdzie mieścił się warsztat tkacki. W 1813 okupujący miasto Rosjanie urządzili w dawnym kościele kapucynów magazyn wojskowy. W tym samym roku klasztor z ogrodem „otoczonym wysokim murem” kupił mistrz tkacki Henryk Borkert. W 1866 dawny klasztor przejęły siostry szkolne, które urządziły w nim szkołę dla dziewcząt z pensjonatem. 12 marca 1869 w klasztorze zmarł Bonawentura Menzel, ostatni śląski kapucyn.

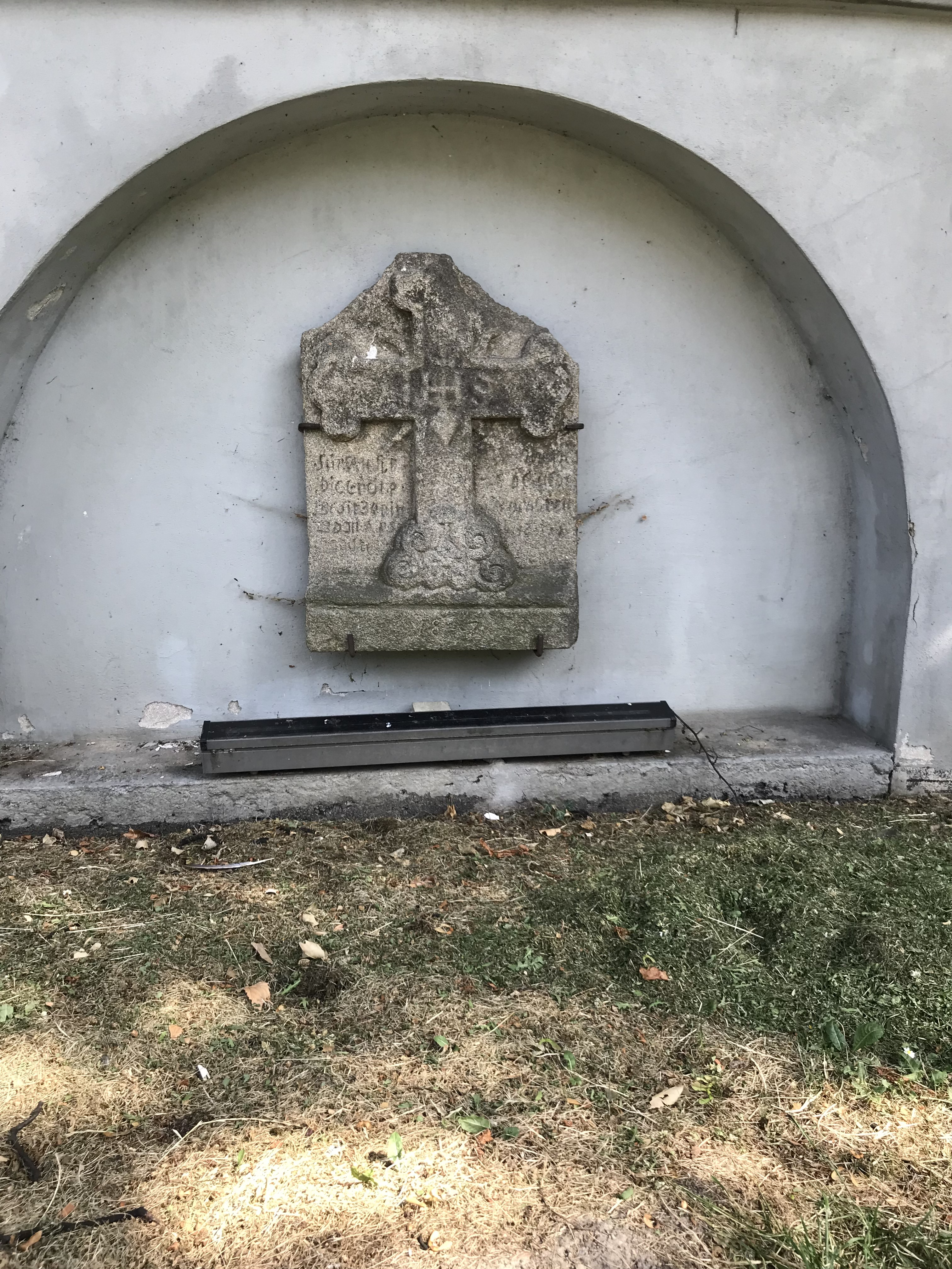
Cyrylo-metodyjski krzyż na murze, który otaczał klasztorny ogród

W wyniku kulturkampfu, w latach 70. XIX wieku prudnickie siostry były zmuszone zamknąć szkołę dla dziewcząt. Działkę z budynkiem poklasztornym przejął Hermann Fränkel, który rozebrał budowlę, stawiając w środku dawnego ogrodu willę. Fränkel postanowił zachować piwnicę dawnego klasztoru, łącząc ją z podziemiami, które powstały równocześnie z willą. Z pokapucyńskiego założenia został kościół i dawna tkalnia przekształcona na szkołę, oba obiekty należały do ewangelików. W latach 1902–1904 protestanci wybudowali kościół Chrystusa w miejscu zlikwidowanego cmentarza. W 1907 zdecydowano o zburzeniu pokapucyńskiego kościoła, który był „w stanie grożącym zawaleniem” ze szkołą ewangelicką. Szczątki zakonników z kościoła przeniesiono do głównej krypty kościoła św. Michała Archanioła w Prudniku. Na miejscu kościoła ewangelicy postawili w 1909 pastorówkę.
W 2022, w ramach projektu Muzeum Ziemi Prudnickiej i miasta Zlaté Hory, prudnicki klasztor kapucynów został odtworzony w postaci makiety przez Piotra Makałę. Odsłonięcia makiety dokonano 6 listopada 2022.

## Architektura

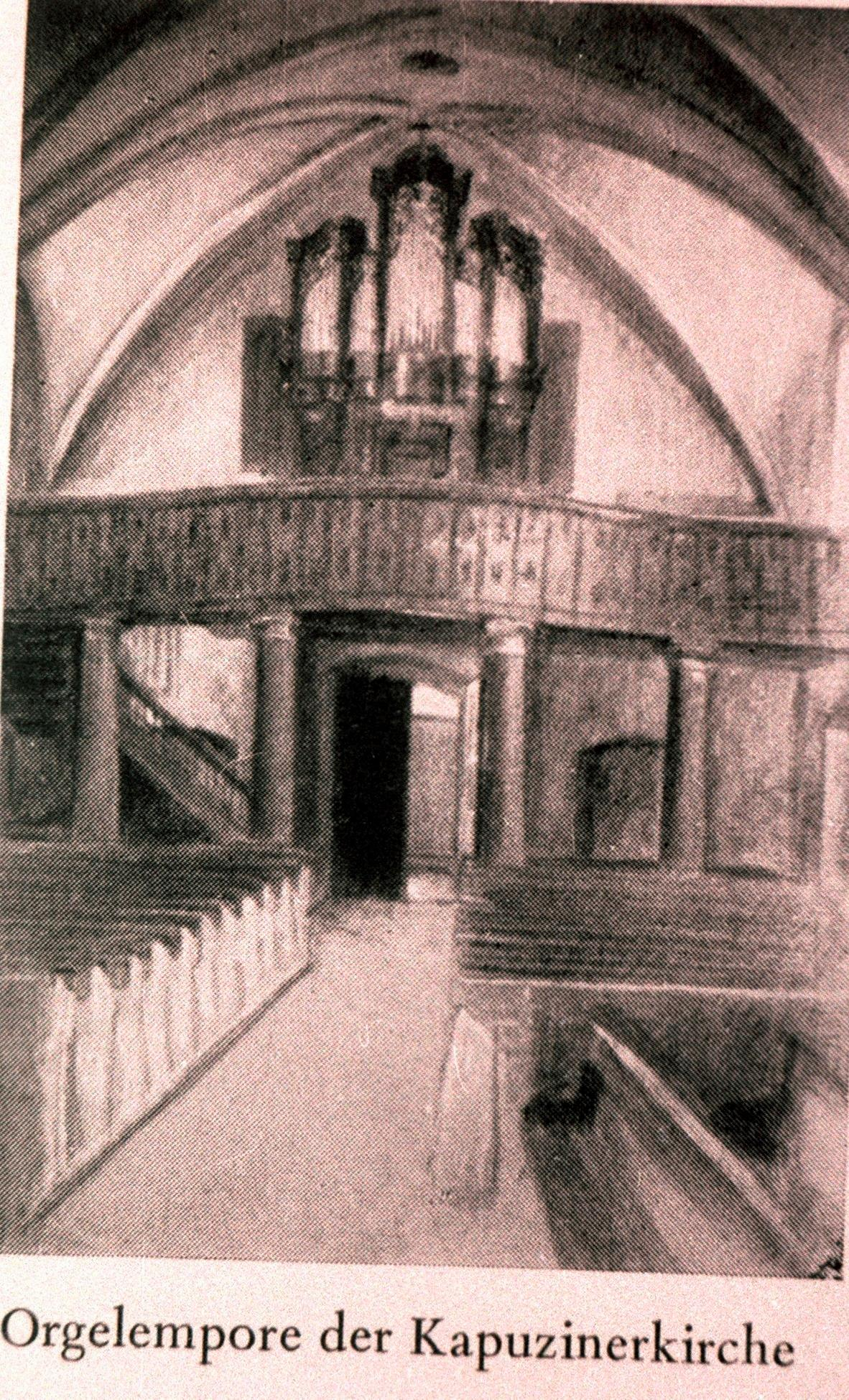
Nawa główna kościoła w kierunku chóru

Budynek klasztoru był trójskrzydłowy. Skrzydło od strony ul. Klasztornej miało długość ok. 25 m, od willi Fränkla – 31 m, a od strony Parku Miejskiego – 30 m. Wirydarz był na planie kwadratu o wymiarach ok. 15 m. Budynek miał zapewne dwie kondygnacje, a ponadto strych i piwnice. Według archeologa Jerzego Romanowa, który badał kapucyńskie podziemia, klasztor mógł być w całości podpiwniczony. Częścią zespołu klasztornego był budynek gospodarczy, w którym mieścił się warsztat tkacki, a później szkoła ewangelicka, i który od południa przylegał do kościoła. Na dziedzińcu klasztoru umieszczony był posąg św. Józefa.
Kościół i klasztor znacznie zwężały przyległą ulicę. Jedno ze skrzydeł klasztoru zajmowało część współczesnego chodnika oraz jezdni. Mur klasztornego ogrodu zajmował pół obecnej jezdni i skręcał przy sąsiedniej działce, gdzie znajduje się Urząd Miejski.